# Yādegārlū
Yādegārlū (persiska: يادِگارلو, یادگارلو) är en ort i Iran.   Den ligger i provinsen Västazarbaijan, i den nordvästra delen av landet, 500 km väster om huvudstaden Teheran. Yādegārlū ligger 1 293 meter över havet och antalet invånare är 607.
Terrängen runt Yādegārlū är huvudsakligen platt, men norrut är den kuperad. Runt Yādegārlū är det ganska tätbefolkat, med 108 invånare per kvadratkilometer. Närmaste större samhälle är Naqadeh, 15,5 km sydväst om Yādegārlū. Trakten runt Yādegārlū består till största delen av jordbruksmark.